# 九都镇 (宁德市)
九都镇是中国福建省宁德市蕉城区下辖的一个镇。

## 行政区划
现辖：
柴坑村、扶摇村、贵村、华镜村、九都村、九仙村、坑尾村、赖岭村、石墩村、乌坑村、溪边村、洋岸坂村和云气村。